# Myron resetari
Myron resetari (брумська мангрова змія) — вид змій родини гомалопсових (Homalopsidae). Ендемік Австралії.

## Поширення і екологія
Брумські мангрові змії відомі з типової місцевості, розташованої в околицях Брума в Західній Австралії. Вони живуть на мулистих мілинах і в мангрових лісах. Ведуть нічний спосіб життя, полюють на мулистих стрибунів і крабів.

## Збереження
МСОП класифікує цей вид як вразливий. Myron resetari загрожує знищення природного середовища.